# Prix Tirlittan
Le Prix Tirlittan (finnois : Tirlittan-palkinto) est un prix littéraire décerné  en Finlande depuis 1996 pour récompenser des ouvrages pour enfants.
En 2015, le prix est d'un montant de 10 000 euros.

## Lauréats
| Année | Auteur                      | Réf.  |
| ----- | --------------------------- | ----- |
| 1993  | Kirsi Kunnas                |       |
| 1994  | Sinikka Nopola Tiina Nopola |       |
| 1995  | Uolevi Nojonen              |       |
| 1997  | Kaarina Helakisa            |       |
| 1999  | Marjatta Kurenniemi         |       |
| 2001  | Elina Karjalainen           |       |
| 2003  | Rauha S. Virtanen           |       |
| 2005  | Leena Laulajainen           |       |
| 2007  | Jukka Itkonen               |       |
| 2008  | Jukka Parkkinen             |       |
| 2009  | Lea Pennanen                |       |
| 2011  | Maikki Harjanne             | [ 2 ] |
| 2012  | Hannele Huovi               | [ 3 ] |
| 2013  | Tuula Kallioniemi           | [ 4 ] |
| 2014  | Jorma Ranivaara             | [ 5 ] |
| 2015  | Ritva Toivola               | [ 6 ] |